# Recchio (torrente)
Il torrente Recchio è un corso d'acqua affluente di sinistra del fiume Taro che nasce nella fascia collinare della provincia di Parma.

## Corso del torrente

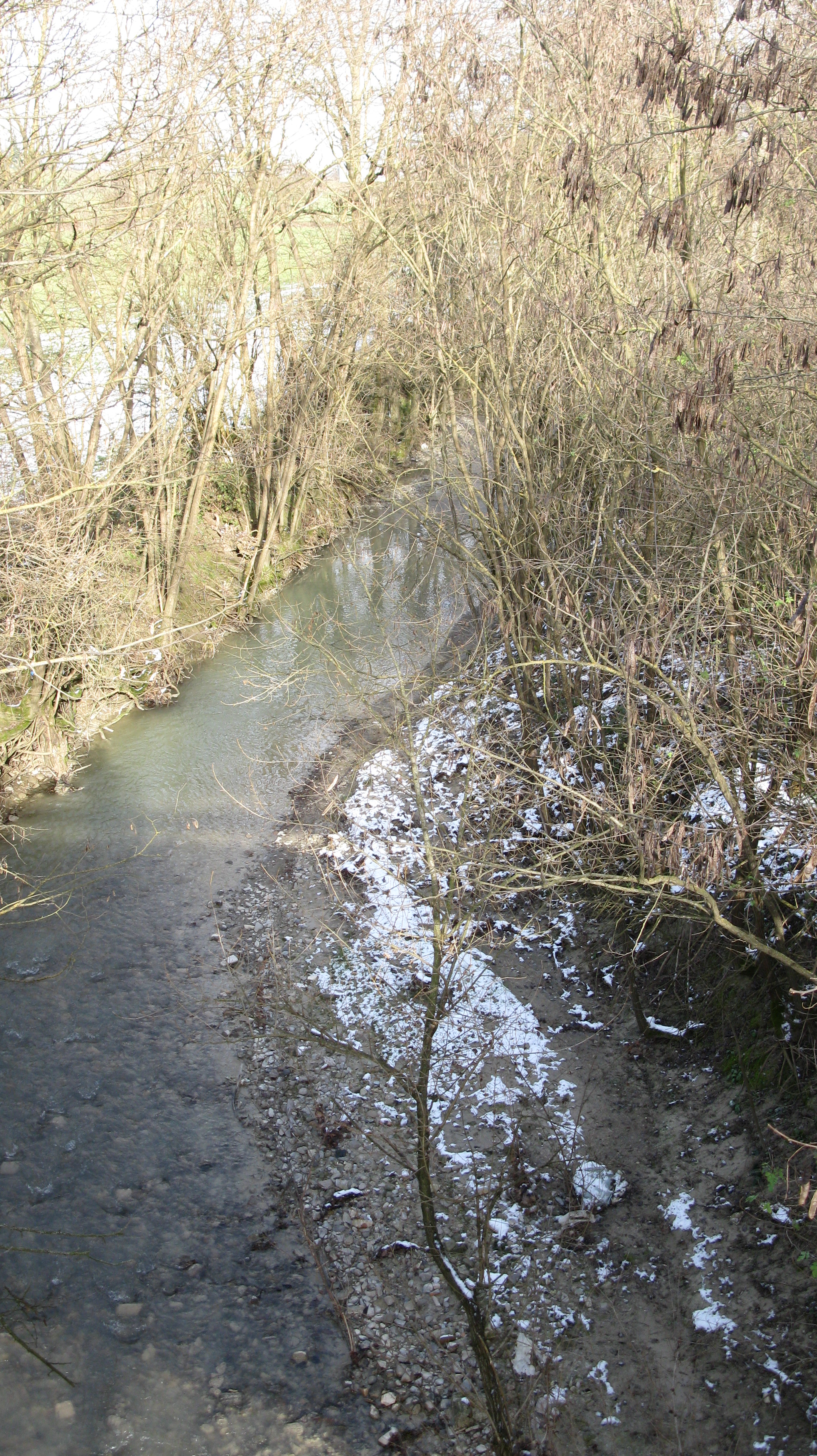
Il Recchio a monte di Noceto

Il Recchio nasce a una quota di 530 m circa drenando le acque di alcune coste presso località Case Boscaini nel comune di Pellegrino Parmense. Nel primissimo tratto scorre all'interno di una zona boscosa, all'interno della quale entra quasi subito nel territorio del comune di Medesano. Scorrendo in direzione nord-est emerge rapidamente dall'area boscata andando a scorrere in una valletta dove le fasce arborate si alternano ai campi coltivati, in questo tratto di corso riceve in rapida successione in destra idraulica il rio Ariano, il rio Volpare proveniente da M.Inverno e il rio della Rara, in sinistra invece riceve il contributo del rio Canna poco prima di entrare nel primo centro abitato che trova lungo il suo corso: Varano dei Marchesi. Poco a valle di Varano riceve il rio Segalara e proseguendo sempre in direzione nord est in una valletta in cui predomina ormai il coltivo riceve in destra il rio Camporuota poco a nord dell'abitato di Medesano. Da qui in poi, ormai in pianura, prende a scorrere con corso meandriforme in direzione nord, bagna la località Gatto di Gambarone entrando quindi nell'abitato di Noceto. Da qui prende a scorrere affiancato alla strada che da Noceto porta alla via Emilia che viene intersecata dal torrente poco a ovest di Castelguelfo. A valle dell'Emilia riceve in sinistra il canale di Castelguelfo, bagna la località Ponte Recchio e scorrendo ad est di Bianconese si mantiene parallelo alla A15, dopodiché, intersecata la A1 confluisce in sinistra idraulica nel Taro in località Grugno di Fontanellato.

## Regime idrologico
Il torrente Recchio è un corso d'acqua del basso appennino, con picchi di portata primaverili e autunnali e secche invernali ed estive, in assenza misurazioni delle portate è stimata una portata di colmo con tempo di ritorno di 20 anni di circa 60 m3/s al punto di confluenza nel fiume Taro. Le piene improvvise del Recchio hanno già provocato danni in passato come nel caso della piena del 27 e 28 agosto 1987 che ha causato notevoli allagamenti nel comune di Noceto, per questo motivo è in progetto la realizzazione di un sistema di casse di espansione.